# TSR (wydawca gier fabularnych)
TSR (Tactical Studies Rules) – amerykańska firma produkująca gry, znana jako oryginalny wydawca Dungeons & Dragons (D&D).  Dungeons & Dragons jest uważane za pierwszą grę fabularną (RPG) i rozpoczęła cały nowy gatunek gier.
Założona jako Tactical Studies Rules w październiku 1973 przez Gary'ego Gygaxa i Dona Kaye. Gygax nie mógł znaleźć wydawcy dla D&D, nowego typu gry, którą wymyślił wraz z Dave Andersonem, założył więc nową firmę z Kayem, ale samoldzielnie wydać swój produkt. Gygax i Kaye weszli w partnerstwo z Brianem Blumem. Po śmierci Dona Kaye w 1975, Tactical Studies Rules zmieniło nazwę na TSR Hobbies i zaakceptowało inwestycje finansowe ojca Blume'a, Melvina. Z D&D jako swoim głównym produktem, TSR Hobbies stało się główną siłą w świecie gier do końca lat 70. Ostatecznie Melvin Blume przekazał swoje udziały w firmie swojemu drugiemu synowi, Kevinowi, czyniąc braci Blume głównymi udziałowcami w TSR Hobbies.
Wiosną 1983 firma rozpadła się na 4 niezależne firmy – wydawaniem gier RPG zajęło się TSR Inc. (TSRF). Bracia Blume sprzedali swoje udziały wiceprezydentce TSR Lorraine Williams, która z kolei pozbyła się Gygaxa z firmy w październiku 1985. Po prosperity pod rządami WIlliams firma doświadczyła trudności finansowych w połowie lat 90. Choć gry sprzedawały się dobrze, a dochody były wysokie, wysokie koszty utrzymania TSR spowodowały, że firma stała się nierentowna i zadłużona. TSR zostało zakupione w 1997 przez Wizards of the Coast (WotC). WotC początkowo korzystało z nazwy TSR do wydawania swoich podręczników do D&D, ale w 2000 zaprzestało tego, co wiązało się z wydaniem 3 edycji Dungeons and Dragons.
WotC pozwoliło znakowi handlowemu TSR na wygaśnięcie we wczesnych latach 2000. Dwie nowe firmy od tamtego czasu zaczęły korzystać z nazwy TSR.

## Historia

### Tactical Studies Rules (1973–1975)
Tactical Studies Rules (TSR) utworzono w 1973 jako partnerstwo pomiędzy Garym Gygaxem a Donem Kayem, który dołożył od siebie 2400 dolarów na założenie firmy, aby formalnie opublikować i sprzedawać Dungeons and Dragons – dzieło Gygaxa i Dave'a Arnesona i pierwszą współczesną grę fabularną (RPG). Jednakże pierwszą publikacją TSR było Cavaliers and Roundheads, gra figurkowa, aby zacząć generować przychód dla TSR. Później do spółki dołączył Brian Brume, w grudniu 1973. Bluma dopuszczono do partnerstwa biznesowego, aby ufundować opublikowanie D&D, gdyż Caraliers and Roundheads nie było komercyjnym sukcesem. Oryginalnie Kaye był prezesem, Blume wiceprezesem, a Gygax pracował jako redaktor.
W styczniu 1974, TSR – korzystając z piwnicy Gygaxa jako siedziby głównej – wydrukowało 1000 egzemplarzy D&D, sprzedając je po 10 dol. sza sztukę (dodatkowo kości potrzebne do gry kosztowały 3,50$). Ten pierwszy druk sprzedał się w 10 miesięcy. Także w 1974 TSR opublikowało Warriors of Mars, grę bitewną umieszczoną w świecie fantasy Barsoom, stworzonym przez Eddara Rice Burroughsa w swojej serii powieści John Carter of Mars, do której Gygax nawiązał w przedmowie do pierwszej edycji D&D. Jednakże, Gygax i TSR opublikowali Warriors of Mars bez zgody (lub płacenia) właścicielom praw autorskich i wkrótce potem zażądali oni zaprzestania łamania ich praw, co zakończyło dystrybucję Warriors.
Kiedy Don Kaye umarł po ataku serca 31 stycznia 1975, jego rolę przejęła jego żona, Donna Kaye, która była odpowiedzialna za rachunkowość, wysyłkę i kwestie prawne związane ze spółką. Do lata 1975 te obowiązki stały się na tyle skomplikowane, iż Gygax został pełnoetatowym pracownikiem i przejął je od Donny Kaye. Arneson także dołączył do firmy, w celu koordynacji prac nad grą z jego kręgiem przyjaciół w Twin Cities.

### TSR Hobbies (1975–1983)
Brian Blume i Gary Gygax przeorganizowali swój biznes ze spółki w korporację zwaną TSR Hobbies Inc. Na początku była to osobna firma dla gier figurkowych i gier z innych firm, z czym wiązało się otwarcie sklepu hobbistycznego Dungeon w Lake Geneva. TSR Hobbies następnie wykupiło zasoby starego partnerstwa TSR. Ojciec Briana, Milvin Blume, zainwestował 20 000$ w nowo powstałą firmę, co pozwoliło jej wykupić udziały Donny Kaye. 26 września 1975, zasoby poprzedniej spółki zostały przejęte przez TSR Hobbies. Największym udziałowcą był Brian Blume, po nim Melvin Blume, w końcu zaś Gary Gagax na 3 miejscu. Gygax był prezesem TSR Hobbies, a Blume wiceprezesem i sekretarzem. Sklep hobbistyczny Dungeon został de facto siedzibą główną firmy, wliczając w to biura Gygaxa i Blume'a. TSR zamówiło wydruk i skład swoich gier w październiku 1975, a trzeci dodruk 2 000 egzemplarzy D&D wyprzedał się w 5 miesięcy. Tim Kask został zatrudniony jesienią 1975 jako Redaktor Pism i został pierwszym pełnoetatowym pracownikiem firmy.
Empire of the Petal Throne zostało pierwszą grą opublikowaną przez TSR Hobbies, a następne były dwa dodatki do D&D, Greyhawk i Blackmoor. Także w 1975 wydano grę planszową Dungeon! i RPG w klimatach Dzikiego Zachodu Boot Hill. Dochody na rok fiskalny 1976 wynosiły 300 000$. TSR zaczęło organizować konwent gier Gen Con w 1976, i w tym też roku odbył się tam pierwszy turniej D&D. Dodatki do D&D Eldritch Wizardry i Gods, Demi-gods & Heroes zostały wydane w 1976.
TSR zaczęło także dzielić Dungeons & Dragons na dwie gry: Dungeons & Dragons dla nowicjuszy i Advanced Dungeons & Dragons (AD&D) jako bardziej zaawansowany produkt dla hardkorowych fanów. W 1977 wydany Dungeons & Dragons Basic Set dla D&D i Monster Manual jako pierwszy produkt dla AD&D - pierwszą książkę, którą firma opublikowała w twardej oprawie. W następnym roku opublikowano AD&D Players Handbook, a następnie 6 gotowych przygód. Ze względu na umieszczenie w tytule słowa "Advanced", TSR nie płaciło tantiem Dave'owi Arnesonowi, argumentując, że jego współudział w tworzeniu gry dotyczył tylko D&D. Także w 1978, TSR Hobbies wyniosło się z domu Gygaxa i przeniosło do Lake Geneva, powyżej sklepu Dungeon. W 1979 opublikowano Dungeon Master's Guide do AD&D, a w radiu można było usłyszeć reklamę gry z "Czarodziejem Morleyem". Wszystkie te podręczniki źródłowe byłyby wielkim hitem: D&D Basic Set sprzedawał się dobrze w 1977 i 1978, w 1979 roku zaś sprzedanych zostałoby ponad 100 000 egzemplarzy. Na przestrzeni lat miał on być uaktualniany i dodrukowywany wielokrotnie.
W tym czasie istniała konkurencja i nieoficjalne dodatki do D&D, z których korzystano obok oficjalnych, co łamało prawa autorskie TSR. Należy tutaj wymienić Arduin Grimoire, Manual of Aurenia, i warianty takie jak Warlocks i Tunnels & Trolls. TSR było bardzo ostrożne w działaniu i w momencie, gdy uznało, że jego znak handlowy był nadużywany, podejmowało akcje prawne. Bardzo często te procedury zmieniały produkty w niewielkim tylko stopniu, ale wywoływały znaczące poruszenie w środowisku graczy.
W 1979 TSR podpisało niecodzienny kontrakt z Random House. W większości przypadków umów między wydawcą a dystrybutorem, wydawca otrzymuje bezpośrednio wynagrodzenie, bazując na książkach sprzedanych przez dystrybutora w księgarniach. W przypadku kontraktu z TSR jednak, Random House pożyczyłby pieniądze TSR jako zaliczkę przy wysyłce produktów od TSR do Random House, w wysokości 27,3% sugerowanej ceny detalicznej. Ta umowa była z początku korzysta dla obydwu stron: TSR mogło pozyskiwać pieniądze na finansowanie swojej pracy i nie martwić się bezpośrednio sprzedażą. Wiele z produktów TSR utrzymywało swoją sprzedaż na tym samym poziomie, a pożyczka pozwalała firmie odzyskać natychmiastowo wydatki na inwestycje i wykorzystać je, by tworzyć więcej książek. Zwroty były niskie, co sprawiało, że Random House było pewne swojego partnerstwa z TSR. Ta umowa jednakże zaczęłaby później, w latach 90., być kłopotliwa.
Gygax przyznał Games Workshop wyłączne prawa do dystrybucji produktów TSR w Zjednoczonym Królestwie, po spotkaniu z Ianem Livingstonem i Steve’em Jacksonem. Games Workshop drukowało pewne własne materiały i swoje własne wersje produktów do D&D i AD&D w celu obniżenia wysokich kosztów importu. Kiedy TSR nie mogło się umówić z Games Workshop odnośnie możliwej fuzji, TSR stworzyło subfirmę zajmującą się rynkiem Zjednoczonego Królestwa, TSR Hobbies UK w 1980. Gygax zatrudnił Dona Tumbulla, by kierował nowo powstałą firmą, która podczas lat 80. zajęłaby się też rynkiem europejskim. TSR publikowało własne dodatki, w tym pierwotne Fiend Folio. TSR UK także było odpowiedzialne za publikowanie magazynu Imagine, którego powstało 31 numerów.
Pierwszym opublikowanym settingiem do AD&D był World of Greyhawk w 1980. Gra o szpiegach Top Secret także została wydana w 1980 – przykuła ona niechcianą uwagę FBI. W tym samym roku utworzono Role-Playing Game Association by promować jakość w grach RPG i zjednoczyć graczy w kraju. W 1981 magazyn Inc. umieścił TSR Hobbies na liście 100 najszybciej wzrastających prywatnych firm w USA. W tym samym roku TSR Hobbies znów zmieniło biura, tym razem do budynku, w którym dawniej mieściła się firma handlująca sprzętem medycznym, który posiadał dołączony magazyn. W 1982, TSR Hobbies przekroczyło próg dochodowy 20 milionów dolarów.
W 1982 TSR Hobbies zdecydowało się zerwać partnerstwo z Gredanier Miniatures i zaczeło publikować swoją własną linię figurek do AD&D, a potem własne zabawki. Za część produkcji zabawek była odpowiedzialna firma LJN Także w tym roku, TSR opublikowało dwie nowe gry fabularne, Gangbusters i Star Frontiers. Wyłączni dystrybutorzy podręczników do D&D istnieli w 22 krajach - pierwsze tłumaczenie ukazało się na język francuski, po czym nastąpiło wiele innych tłumaczeń. W 1982 firma utworzyła dział edukacyjny, zajmujący się czytaniem, matematyką, historią i rozwiązywaniem problemów - największy sukces odniósła seria książek Endless Quest.
Udziały Melvina Blume'a później zostały przekazane jego synowi, Kevinowi Blume'owi. Sprawiło to, że władzę w firmie prawowali Kevin Blume, Brian Blume i Gary Gygax. W ówczesnych artykułach prasowych (z wczesnych lat 80.) Gygax twierdził, że cała trójka pracowała jak jeden zespół i podejmowali decyzje wspólnie. W późniejszych wywiadach, Gygax umniejszał swoją rolę i opisywał swoją pozycję jako CEO pozbawionego władzy, z Brianem Blumem jako prezesem kreatywnym i Kevinem Blumem jako prezesem operacyjnym. W 1981, TSR Hobbies miało przychodzy 12,9 miliona $ i zatrudniało 130 pracowników.
TSR Hobbies pragnęło dywersyfikacji, co sprawiło, że rozpoczęło lub wykupiło parę nowych firm. Wliczały się w to firmy zajmujące się takimi biznesami jak figurki, zabawki i prezenty, oraz oddział rozrywkowy, założony w celu zajmowania się filmami kinowymi i telewizją. Wiele z owych innwestycji zostało uznanych później za złe dezycje biznesowe i nadmierny rozrost firmy. Zakup Greenfield Nedlewomen, firmy zajmująca się igłami i szydełkiem, był szczególnie krytykowany – należała do kuzynki Blumesów. Sprzedaż produktów szydełkowych z motywem przewodnim D&D była minimalna, a sam zakup był krytykowany jako nepotyzm. Podobnie, firma była oskarżana o preferowanie przyjaciół i rodziny Blumesów i Gygaxa w zatrudnianiu. Zarząd użył także funduszy firmowych by wynieść wrak z Jeziora Genewskiego bez jasnych benefitów finansowych. Firma zakupiła znaki handlowe i prawa autorskie do SPI i Amazing Stories, pomimo tego, że Amazing Stories miały nakład tylko 10 tys. egzemplarzy.

### TSR (1983–1985)
W 1983 firmę rozdzielono na 4 części: TSR, Inc. (jej główny spadkobierca), TSR International, TSR Ventures i TSR Entertainment, Inc.
Gygax opuścił Lake Geneva i zamieszkał w Hollywood, gdzie prowadził TSR Entertainment, Inc., później nazwana Dungeon & Dragons Entertainment Corp., która próbowała stworzyć filmy i produkcje telewizyjne na bazie licencji D&D. Jego praca ostatecznie zaowocowałać miała jedynie stworzeniem tego, co później stało się kreskówką Lochy i smoki. Ten serial był emitowany przez 2 lata.
TSR wydało Dragonlance w 1984, po dwóch latach prac. Był to zupełnie nowy setting. Składały się na niego zarówno podręczniki do RPG, zaczynając od Dragons of Despair jak i seria powieści. Powieści te były napisane przez Margaret Wels i Tracy Hickman. Trylogia Dragonlance odniosła ogromny sukces. Dragons of Autumn Twilight, pierwsza z serii powieści, osiągnęła szczyt listy bestselerów New York Timesa, co zachęciło TSR do publikowania wielu książek. Sekcjał książek TSR (TSR's Book Department) miała później publikować książki w innych settingach D&D i być jedną z bardziej zyskownych podsekcji TSR.
W 1984 TSR zakupiło licencję, by opublikować gry RPG: Marvel Super Heroes, Indiana Jones i Conan. W 1985, konwent Gen Con przeniósł się z Lake Geneva (które dało mu swoją nazwę) do Malwaukee w stanie Wisconsin, ze względu na potrzebę większej ilości miejsca. W tym samym roku wydano Oriental Adventures, która to publikacja przyniosła najwięcej zysków w 1985. TSR opublikowało też grę All My Children na bazie serii ABC, która sprzedała się w ponad 150 000 egzemplarzy. W 1986, TSR zaczęła publikację magazynu Dungeon Adventures, dwumiesięcznika, który był poświęcony w 100% przygodom do D&D.

#### Kryzys menagerski
Sprzedaż podręczników osiągnęła szczyt w 1983 i spadła w 1984 i 1985, głównie ze względu na nasycenie rynku: klienci, którzy pragnęli zakupić produkty do D&D, w większości już to zrobili. Istniały momenty, w których sprzedaż podskoczyła w latach 1983-1985: cykl powieści Dragonlance, Unearthed Arcana i Oriental Adventures, ale finanse TSR były w złym stanie ze względu na wysokie wydatki i koszta, gdyż firma wyszła z założenia, że sprzedaż pozostanie na wysokim poziomie. W efekcie, w latach 1983-1985 powstał cykl zwolnień i cięć w wydatkach. Dodatkowo Blume'owie negocjowali pożyczkę w wysokości 4 milionów $ od Banku Narodowego Ameryki.
Kryzysfinansowy wstrząsnął zarządem spółki. Bank TSR wstrzymał mu finansowanie, a firma miała długi na ponad 1,5 miliona $. Gygax później powiedział, że nie wiedział o tym nic ze względu na bycie w Hollywood. Jednakże Ben Riggs, który napisał książkę o historii TSR, podchodzi do tej wypowiedzi bardzo sceptycznie. Gygax wrócił z Hollywood do Wisconsin. Podczas wiosny 1985, Gygax skorzystał z opcji zakupy 700 udziałów w TSR, co w połączeniu z udziałami od jego syna Erniego dało mu 51,1% wszystkich udziałów (wcześniej ta liczba wynosiła 30%). Gygax także stwierdził, że miał konfrontację z zarządem i usunął z niego Blume'ów. Gygax kontrolował teraz TSR. Nie oznaczało to jednak końca trudności finansowych. W ciągu roku od odejścia Blume'ów, firma zaliczyła straty w wysokości 1.5 miliona $, co poskutkowało masowymi zwoleniami (około 75% wszystkich pracowników). Niektórzy z owych pracowników założyli inne ważne kompanie zajmujące się grami, takie jak Pacesetter czy Mayfair Games, niektórzy też zaczęli pracować dla oddziału gier komputerowych firmy Coleco.
Gygax szukał sposobu na sfinansowanie swojej firmy. Flint Dille, jeden z jego znajomych z Hollywood, zasugerował swoją siostrę, Lorraine WIlliams jako potencjalnego inwestora w firmę. Williams otrzymała pozycję menadzera w TSR i próbowała naprawić trudne położenie finansowe organizacji. To sprawiło, że Williams i Gygax scierali sie na wielu frontach, gdyż Gygax oponował przeciwko niektórych sugestiom Williams. W tym samym czasie Blume'owie, poza wpływem na firmę i zaniepokojeni jej finansową pozycją w dłuższym terminie, chcieli sprzedać swoje udziały. Zaoferowali je Gygaxowi, ale ten odmówił. Kupili 700 więcej udziałów, a następnie sprzedali je wszystkie Lorraine WIlliams. Sama Williams zakupiła osobno 50 udziałów. Z tymi operacjami finansowymi, Williams była największym udziałowcem TSR. Skorzystała ze swojej mocy, by usunąć Gygaxa z pozycji CEO i prezesa 22 października 1985. Gygax podał ją do sądu, argumentując, że zakup akcji był bezprawny, ale przegrał postępowanie sądowe; ludzie wspierający Gygaxa uznali sprzedaż akcji za akt odwetu. Gygax ostatecznie sprzedał swoje pozostałe akcje WIlliams i użył tak pozyskanych zasobów finansowych, by założyć New Infinities Productions. TSR miało grozić procesami Gygaxowi przez długie lata po jego odejściu, bojąc się konkurencji z jego strony w obszarze gier RPG.

### Czasy Lorraine Williams (1985–1997)
Williams była ekspertem finansowym, który ocalił TSR od katastrofy fiansowej, a co za tym idzie, uratowała Dungeons & Dragons. Dostrzegła ona możliwość postawienia firmy na nogi i przemienieniu jej z egzystującej w cieniu długu w przynoszącą zysk. Jednakże zyskała także opinię osoby niezainteresowanej grami RPG w najmniejszym choćby stopniu, "złoczyńcy" zdaniem pracowników TSR. Zwłaszcza Gary Gygax nie miał o niej dobrego zdania. Zwyczaj Williams w grożeniu procesami sądowymi tym, których uważała za przeciwników był krytykowany jako nierozsądny i zamieniający potencjalnych sprzymierzeńców we wrogów. Ma jednak ona także i swoich obrońców. John D. Rateliff stwierdził, że "każda osoba, z którą rozmawiałem, która pracowała w TSR za czasór Gygaxa i Blume'ów a potem za czasów Lorraine, wolała pracować dla niej... Nigdy nie spotkałem choćby jednego człowieka, który pracowałby dla obydwu i nie preferował Williams". Jeff Grubb stwierdził, że "ona w zasadzie ocaliła firmę" gdy ta była tygodnie od kompletnej zapaści finansowej kiedy ją przejęła.

#### Gry RPG i planszówki czasów Williams
TSR opublikowało setting Zapomniane Krainy w 1987 – z czasem miały one się stać jednym z najpopularniejszych settingów do D&D. Settingi TSR zazwyczaj były zestawami pudełkowymi z wieloma podręcznikami w miękkiej oprawie i mapami, a także publikowali gotowe przygody (zwane "modułami"), przewodniki po poszczególnych krainach w settingach i powieści w nich osadzone. Także w 1987, mały zespół twórców zaczął pracować nd 2 edycją AD&D. W 1988 TSR wydało grę RPG Bullwinkle & Rocky wraz z pacynkami. Tego samego roku, TSR opublikowało grę bitewną The Hunt for Red October bazującą na powieści Toma Clancy'ego o tym samym tytule – została ona jedną z najlepiej sprzedających się gier bitewnych wszech czasów. W 1989, wydano 2 edycję AD&D. Jako pierwsze wydano nowe edycje Przewodnika Mistrza Podziemi, Podręcznika Gracza i pierwsze trzy części nowego Compendium Potworów. Nowy świat gry, Spelljammer, także został wydany w 1989 - pozwalał on na przenoszenie postaci z jednego settingu D&D do drugiego za pośrednictwem statków kosmicznych bazujących na wieku żagli. TSR wydało wiele dodatków do 2 edycji, jak choćby serię podręczników poświęconych klasom postaci, które zaczęły się od The Complete Fighter's Handbook.
W 1990 Ravenloft, setting w klimacie horroru dla AD&D, został opublikowany. Ravenloft zaczął się jako nagradzany moduł z 1983, a teraz został rozwinięty w całe uniwersum. W 1991, TSR wydało Dark Sun, setting dark fantasy w post-apokaliptycznym pustynnym świecie zagrożonym przez złych czarodziejów wysysających życie i psioników. W 1992 TSR wydało setting Al-Quadim bazujący na Bliskim Wschodzie znanym z Baśni tysiąca i jednej nocy (ten świat był połączony z Zapomnianymi Krainami). W 1993 wydano poprawioną wersję Forgotten Realms Campaign Setting dla 2 edycji; TSR wydało w 1990 podręcznik konwertujący materiały pierwszoedycyjne na 2 edycję. W 1993, wydano DragonStrike jako wprowadzenia dla nowych graczy, wliczając 30-minutowy filmik wyjaśniający ideę gier faularnych. Podobny produkt, First Quest, wydano w 1994. Także w 1994, opublikowano setting Planescape, dziejący się w mieście Sigil, znanym jako "Miasto Drzwi", które łączyło różne plany egzystencji AD&D. TSR nie uznało Spelljammera za sukces, gdyż gracze bardziej rozważali go jako sposób na przenoszenie postaci między różnymi settingami niż świat gry na swoich własnych zasadach. Planescape próbowało to naprawić, skupiając się na Sigil jako na miejscu, w którym dzieje się cała kampania niż jak na miejscu, przez które się przechodziło. TSR wydało też Karameikos: Kingdom of Adventure w 1994, podręcznik opisujący jedno z królestw settingu Mystary. W 1995, TSR wydało Birthright, setting będący połączeniem D&D z grami strategicznymi. Założeniem było to, iż gracze wcielą się w szlachciców, którym boska krew dała moc władamia krainami - gracze mogli rozbudowywać swoje ziemie i boskie moce poprzez mieszankę wojny i dyplomacji. W 1996 opublikowano Dragonlance: Fifth Age, bezkostkową grę RPG odchodzącą znacznie od korzeni Dragonlance w AD&D.

#### Inne produkty
Pod kierownictwem Williams TSR zajęło się innymi produktami, takimi jak magazyny, książki, komiksy i gry kolekcjonerskie.
Oddział książkowy TSR był tradycyjną żyłą złota firmy, zwłaszcza jeśli przyjmiemy relatywnie niski koszt produkcji powieści w porównaniu z grami RPG, które wymagają play-testingu i umieszczenia w nich obrazków. Największy sukces odniosła seria nowel o Drizztcie autorstwa R.A. Salvatore mająca miejsce w Zapomnianych Krainach. Pierwszą książką z serii była The Crystal Shard (Kryształowy relikt) z 1988. Wiele z książek Salvatore'a zostało później umieszczonych na listach bestselerów. TSR ostatecznie zaczęło również publikować książki twardookładkowe w dodatku do miękkookładkowych - pierwszą było The Legacy (Dziedzictwo) Salvatore'a z 1992. Znalazła się ona na szczycie listy bestselerów New York Timesa w ciągu paru tygodni.
Dillie Family Trust, którego częścią była Lorraine Williams, posiadał prawa do Bucka Rogersa. Williams osobiście zachęcała TSR do produkowania produktów tej franczyzy. TSR opublikowało związane z nią gry planszowe, powieści, jeden komiks i grę RPG bazującą na zasadach 2 edycji AD&D. Projekty TSR z Buckiem Rogersem były komercyjną porażką.
W późnych latach 80. TSR otworzyło nowy oddział na Zachodnim Wybrzeżu USA w Południowej Kalifornii, by zająć się różnymi projektami medialnymi, podobne do tego, co Gygax chciał osiągnąć w Hollywood we wczesnych latach 8. Jednakże wysiłki oddziału miałyby ostatecznie być "mniejsze niż zero" zgodnie z historykiem TSR Benem Riggsem, pomimo dobrych początków. TSR miało umowę z DC Comics by wydawać komiksy Advanced Dungeons & Dragons i Forgotten Realms, które sprzedawały się dobrze i przynosiły zyski zarówno TSR, jak i DC. Wietrząc okazję, TSR zaczęło publikować komiksy samodzielnie, jako wstęp do kina i telewizji, gdyż komiksy były tańsze w produkcji i łatwiejsze. Jednakże TSR już sprzedało prawa do swojego najlepszego produktu, jakim było AD&D. TSR próbowało nie rozsierdzić DC Comics poprzez nazywanie ich nowych produktów "comics modules" i załączając materiały growe na końcu każdego numeru. Dodatkowo, TSR sprzedawało swoje moduły komiksowe w sklepach z książkami zamiast w sklepach komiksowych. Ten kompromis okazał się kompletnie nieudany: DC, czując się zdradzone i bojąc, że partner biznesowy staje się konkurentem, natychmiast przestało produkować zarówno komiksy AD&D, jak i Forgotten Realms, i nie chciało pracować nad nadchodzącym komiksem osadzonym w Ravenlofcie. Dodatkowo, zmiany, aby zareprezentować nowy produkt jako coś, co nie jest komiksem sprawiły, że odbiorcy albo nie wiedzieli w ogóle o jego istnieniu, albo byli skonfundowani odnośnie jego natury. TSR West ostatecznie opublikowało 4 moduły komiksowe - jeden z Buckiem Rogersem, komiks sci-fi Intruder, o podróżach w czasie Warhawks i horror R.I.P. Żaden z nich nie odniósł sukcesu komercyjnego. TSR West zostało zamknięte około roku 1991, choć TSR dalej kontynuowało współpracę z Flintem DIllem w Kalifornii, np: nad wprowadzającym filmikiem do Dragonstrike i interaktywną serią gier komputerowych zwanych Terror T.R.A.X.
TSR dalej miało prawa do marki Gen Con i organizowało ten konwent. Gen Con z czasem przestał dotyczyć tylko D&D i gier bitewnych, i stał się ogólnym konwentem RPG-owym. Rósł on i był bardzo udanym przedsięwzięciem. W 1992 pobił wszystkie rekordy wcześniejszych konwentów growych w USA, z więcej niż 18 000 uczestników.
W 1993 Wizards of the Coast wydało grę Magic: The Gathering na Gen Conie, która okazała się być wielkim hitem i stworzyła cały segment kolekcjonerskich gier karcianych (CCG). Jim Ward z TSR był głównym designerem gry Spellfire. Była to odpwoiedź firmy na M:tG utrzymana w klimacie D&D i wydano ją w kwietniu 1994. Spellfire miało bardzo ograniczony budżet i wykorzystało już posiadane grafiki - Lorraine WIlliams nie była wielką fanką projektu. Nie ma jednej opinii o jego finansowym sukcesie - niektórzy pracownicy TSR twierdzą, że Spellfire sprzedawało się dobrze jak na ograniczenia, którymi było obłożone, inni, że sprzedawało się źle. TSR zaprzestało sprzedaży Spellfire w 1996, choć osttania publikacja nastąpiła w późnym 1997. Inną konkurencją dla Wizards of the Coast którą stworzyło TSR było Dragon Dice, wydane w 1995. Dragon Dice było kolekcjonerską grą kostkową, w której każdy gracz zaczynał grę z przypadkowymi podstawowymi kostkami i mógł polepszyć swoje zasoby poprzez kupowanie boosterków z potężniejszymi kostkami. Sprzedaż Dragon Dice początkowo szła dobrze, więc TSR szybko stworzyło parę rozszerzeń. Dodatkowo, TSR próbowało agresywnie sprzedawać Dragon Dice poprzez swoją umowę z Random House. Gra jednakże nie odnalazła się dobrze w księgarniach, a sprzedaż rozszerzeń w tradycyjnych sklepach z grami była niewielka.
W 1994 TSR podpisało umowę z Sweetpea Entertainment odnośnie stworzenia filmu D&D. Doprowadziło to ostatecznie do stworzenia filmu Lochy i smoki w 2000.
Dział książkowy TSR doświadczył problemów w środku lat 90. TSR weszło w konflikt z niektórymi z jego najbardziej dochodowych autorów odnośnie wynagrodzenia. Weis i Hickman odeszli w środku lat 80.; konflikt z R.A. Salvatorem wydarzył się w latach 1994-1995. TSR zwiększyło liczbę wydawanych powieści, ale ich sprzedaż była rozczarowująca. TSR zdecydowało o wydaniu 20 powieści w twardej oprawie w 1996, pomimo tego, że w poprzednich latach publikowało jedynie jedną lub dwie, ale nie sprzedawały się one tak dobrze, jak wydawnictwo się spodziewało.

#### Końcowe lata: problemy finansowe i sprzedaż (1995–1997)
Od roku 1996 TSR doświadczyło różnorodnych problemów, co zauważyli różni historycy zajmujący się tą firmą. Shannon Appelcline napisała "Dystrybutorzy zawieszali działalność. TSR zdestabilizowało swoją grę RPG AD&D poprzez serię lukratywnych suplementów które ostatecznie nadwyrężyły jego zdolność do przetrwania w dłuższym czasie. W międzyczasie stworzyli tyle settingów - wiele z nich popularnych i dobrze odebranych - że niszczyli swoją własną sprzedaż i zniechęcały graczy do adopcji nowych settingów, które mogłyby zniknąć już za kilka lat. Możliwe, że do powyższego nałożyły się problemy z nadmierną produkcją książek i dodatków". Ben Riggs zgodził się, że podzielono odbiorców ciągle wydając nowe, konkurujące ze sobą settingi (Forgotten Realms, Al-Quadim, Dragonlance, Planescape, Dark Sun, Birthrigt, Karamelkos itd.) - strategia ta miała za zadanie pozyskać nowych klientów, ale statecznie tylko podzieliła już istniejących. Produkty TSR konkurowały same z sobą, co wymagało więcej wysiłku, by pozyskać taką samą liczbę klientów. Ryan Dancey i Lisa Stevens, którzy badali finanse TSR dla Wizards of the Coast, odkryli, że wiele z settingów AD&D nigdy nie przynosiły zysków, a co gorsza one nigdy nie mogłyby ich przynosić - koszty produkcji były zbyt wielkie w porównaniu z ceną sprzedaży. David M. Ewalt pisał, że Spellfire i Dragon Dice "były obydwie drogie w produkcji i żadna z nich nie sprzedawała się dobrze".
Innym czynnikiem, który przeszkadzał TSR w dłuższym terminie, była umowa znana jako "faktoring". Działała ona następująco: TSR zaaranżowało kontrakty z firmami hobbiarskimi (sklepy z grami, z komiksami itp.) na pre-ordery swoich produktów i oferowało obniżoną cenę na kontrakty podpisane w styczniu. TSR następnie zabierało owe kontrakty do banków inwestycyjnych i uzyskiwało natychmiast od nich pieniądze - pożyczki miały być spłacane z późniejszych sprzedaży produktów. Pozwoliło to TSR na bycie "opłacanym z góry" - po odliczeniu opłat bankowych i zniżek dawanych sprzedawcom, TSR zachowywało około 82% dochodu. Otrzymanie wszystkich pieniędzy w styczniu pozwalało TSR planować budżet z większym bezpieczeństwem i finansować przyszłe projekty, zamiast czekać na dochód ze sprzedaży. Poza stratą 18 centów na każdym dolarze zysku, faktoring miał inną wadę - uniemożliwiał firmie reakcję na zmienne warunki rynkowe, gdyż TSR było "zablokowane" w swoim budżecie od stycznia. To jeden z powodów dla którego Spellfire miała tak mały budżet, gdyż TSr próbowało zmienić swoją strategię rynkowę w środku roku. Był to także powód, dla którego Advanced Dungeons & Dragons CD-ROM Core Rules poniósł klęskę - istniała umowa przedsprzedaży z Babbage's której się trzymano mimo tego, że Babbage's tracił płynność finansową.
Stara umowa TSR z Random House, która była korzystna dla obydwu stron w latach 80., zaczęła być wykorzystywana przez TSR w sposób, który miał doprowadzić do krótkoterminowych problemów finansowych. Ponieważ TSR była opłacana z góry, wychodząc z założenia, że jego produkty się sprzedadzą, TSR zaczęło wysyłać nadmiarowe podręczniki do Random House w celu generowania nieuczciwego zysku. Sprawiło to, że pracownicy TSR zaczęli nazywać ten preceder "Banco de Random House". Zaciemniło to także perspektywę TSR odnośnie tego, które produkty się sprzedawały, a które nie. W efekcie naddrukowywano niszowe produkty. Ben Riggs podał DragonStrike jako przykład produktu, który sprzedawał się dobrze, ale którego kopii wydrukowano po prostu za dużo. Nadmiarowe kopie dalej wysyłano do Random House, by wygenerować zyski. W efekcie powstała stale rozrastająca się "bańka długu" u Random House. Random House ostatecznie zauważył, że coś jest nie tak i zarządał, by TSR zmniejszyło swój dług u nich - wynosił on około 11.8 milionów dolarów w czerwcu 1995. Random House wszedł na drogę sądową w kwietniu 1996 w celu odzyskania pieniędzy.
Pomimo sumarycznej sprzedaży w wysokości 40 milionów dolarów w 1995. TSR zakończyło rok 1996 z małą rezerwą pieniędzy – firma była w głębokich długach. Random House zwrócił niespodziewanie wielką liczbę niesprzedanych produktów, wliczając w to niesprzedane powieści i zestawy Dragon Dice, i kazało sobie zapłacić sumę w wysokości paru milionów dolarów. Random House zwrócił około 14 milionów dolarów w produktach pomiędzy 1995 a 1997. Finansowa sytuacja TSR była tragiczna. Bez pieniędzy, TSR nie mogło opłacać swoich drukarzy i transportu produktów. J. B. Kenehan, firma logistyczna z którą współpracowało TSR, wliczając w to prace przed drukiem i po nim, magazynowanie i wysyłkę, odmówiło dalszej współpracy. Ponieważ ta firma była kluczowa dla produkcji produktów, nie istniała żadna możliwość drukowania lub sprzedaży produktów TSR, by wygenerować przychody lub zapewnić krótkoterminowe finansowanie. W grudniu 1996 TSR zwolniło 30 pracowników, inni pracownicy odeszli w wyniku tej decyzji i innych nieporozumień, w tym James M. Ward. W dużej mierze ze względu na swój dług względem Random House, TSR rozpoczęło rok 1997 z 30 milionami dolarów długów. TSR otrzymywało też wezwania do zapłacenia swoich freelancerom, ale mimo to TSR miało dostatecznie dużo pieniędzy ze sprzedaży, by płacic reszcie pracowników przez pierwszą połowę 1997. Bez wyraźnego planu na przetrwanie firmy, Lorraine Williams sprzedała firmę Wizards of the Coast w 1997 za pośrednictwem Five Rings Publishing Group (FRPG).

### Po zakupie przez Wizards of the Coast (1997–2000)
Wizards of the Coast spłacili długi TSR jako część zakupu. Wliczała się w to relacja TSR z firmą drukującą jej produkty, co oznacza, że dzieła TSR, nad którymi pracowano w pierwszej połowie 1997 mogły zostać wreszcie wydrukowane. Wlicza się w to między innymi space opera Alternity. Ogólnie rzecz ujmując, Wizardzi byli bogaci, co rozwiązało niektóre z problemów, z którymi musiało się mierzyć TSR, takie jak korzystanie z pożyczek bankowych i trików finansowych, co ograniczało dochody firmy (mowa o factoringu). Wizards of the Coast także pragnęło naprawić stosunki z dawnymi pracownikami firmy, którzy wcześniej mogli czuć się wyobcowani. Wliczało się w to pozwolenie artystom, by wzięli do domu oryginalne wersje dzieł, które stworzyli dla TSR.
Wizards ostatecznie zamknęli biura TSR w Lake Geneva. Niektórzy z pracowników TSR zaakceptowali ofertę przeniesienia się do biur Wizards of the Coast w Waszyngtonie, a inni pracowali zdalnie z Wisconsin. Wizards of the Coast kontynuowali korzystanie z nazwy TSR przez 3 lata, by sprzedawać produkty TSR. Wizardzi także podjęli decyzję o pracach nad 3 edycją Dungeons & Dragons. Została ona wydana w 2000 już przez Wizards. W 1999 Wizards of the Coast zostali wykupieni przez Hasbro. W 2002, konwent Gen Con został sprzedany Peterowi Adkisonowi, założycielowi i CEO Wizards of the Coast.

## Spory biznesowe
Po tym jak przeminęły pierwsze sukcesy, TSR zaczęło prawnie bronić tego, co uznawało za swoją własność intelektualną. Dodatkowo, istniały wewnętrzne spory odnośnie tego kto co wymyślił, wliczając parę pozwów przeciwko Gygaxowi. Wliczało się w to firmę pozywającą osoby umieszczające materiał do gry na stronach internetowych.
W 1984 nastąpił incydent związany z Lucasfilm, co doprowadziło do pogłosek o tym, że TSR określiło termin "Nazi" jako swój znak handlowy. TSR opublikowało suplement do Indiana Jones RPG, Raiders of the Lost Ark Adventure Pack, w którym pewne figurki określono jako "Nazi™". Ten znak handlowy pojawił się ze względu na listę postaci/znaków handlowych, zgodnie z tym, o czym poinformował firmę wydział prawny Lucasfilm. Zaznaczyli oni wszystkie figurki znakiem handlowym, bez żadnego rozróżnienia, i figurki nazistów także w ten sposób określono, co było pomyłką.

## Inne firmy o tej samej nazwie
W 2011 nowa firma o nazwie TSR została założona przez Jaysona Elliota, który jest również współzałożycielem podcastu Roll for Initiative. Eliot dowiedział się, że znak handlowy TSR wygasł około 2004 roku, więc zarejestrował go ponownie. Następnie założył firmę, korzystając z pomocy wczesnych współpracowników TSR/D&D, w tym Luke'a i Ernie Gygaxów, synów zmarłego współtwórcy D&D Gary'ego Gygaxa, i Tima Kaska, dawnego edytora magazynu Dragon. Ich pierwszym produktem był Gygax Magazine, ogłoszony wraz z powstaniem nowej firmy w grudniu 2012. Wired informował, iż "Elliot podkreśla, że jego TSR to nowa firma". Obydwaj bracia Gygax opuścili firmę w 2016, kiedy skończyło się wydawanie magazynu. Firma operowała jako TSR Games, odpowiadając za produkcję gry RPG Top Secret: New World Order.
W czerwcu 2021 nowa, odrębna firma TSR została utworzona przez grupę, w skład której wchodzili Ernie Gygax, Justin LaNasa i Stephen Dinehart. Firma miała swoją bazę w Lake Geneva w Wisconsin i planowała wydawać gry i prowadzić sklep Dungeon Hobby Shop Museum, znajdujący się na pierwszym piętrze oryginalnego TSR. TSR Elliota ogłosiło w social mediach, że choć posiadali trademark od 2011 roku, nie wypełnili dokumentów o rozszerzenie własności znaku handlowego w 2020 i rozważają różne opcje. Jednakże, po "budzących wątpliwości komentarzach o rasie, tożsamości płciowej i przemocy z bronią palną, a także ze względu na reakcję firmy" Erniego Gygaxa, firma Eliota ogłosiła, że nie będzie miała "żadnej relacji" z TSR Erniego Gygaxa. Ostatecznie, TSR Games Elliota przemianowano na Solarian Games w lipcu 2021. Potem Dinehart zmieniło nazwę na Wonderfilled Games. Jak zauważył Dicebreaker, "TSR Games nigdy oficjalnie nie ogłosiło zmieny nazwy na Wonderfilled Games" i "większość jego kont na Twitterze zostało zamkniętych lub usuniętych, a stara strona firmy po prostu przenosi do nowej strony która - co ciekawe - określa GiantLands Dineharta jako tytuł w produkcji. [...] Nie jest jasne jak dużo TSR Games egzystuje obecnie jako Wonderfilled Games".
Następnie TSR Games LuNasy otworzyło kampanię crowdfundingową w grudniu 2021, by zebrać pieniądze na pozwanie Wizards of the Coast za "deklarowaną ocenę własności znaku handlowego". Firma wysłała dokumenty do sądu, a następnie wycofała z niego sprawę w tym samym miesiącu. Wizards of the Coast, także w grudniu 2021, pozwało TSR LaNasy za korzystanie ze znaku handlowego - logo TSR - bez zgody właściciela, to jest Wizardów. W lipcu 2022 TechRaptor donosił o wycieku playtestu Star Frontiers: New Genesis (reboocie gry RPG Star Frontiers z 1982), gry TSR LaNasy. Zawierał on "oczywiście rasistowskie" opisy ras postaci, a design ras "odwowyłał się do eugeniki nazistowskiej". Zawartość była także "homofobiczna, transfobiczna i antysemicka, a także zawierała dodatkowe elementy dyskryminujące". IGN Southeast Asia podkreślił, że w tym playteście "czarna rasa jest określona jako 'subrasa' i ma 'przeciętną' inteligencję z maksymalną wartością 9, a 'rasa nordycka' ma minimalną inteligencję o wartości 13".
We wrześniu 2022 Wizards of the Coast pozwało TSR Games - pod kierownictwem Erniego Gygaxa i LaNasy - i Dungeon Hobby Shop Museum by powstrzymać ich od wydawanie gier korzystających ze znaków handlowych "Star Frontiers" i "TSR". W swoim wniosku Wizards napisali, że Star Frontiers STR jest "okropna" i "oczywiście rasistowska i transfobiczna", a także, że publikacja owej gry naruszyłaby reputację WotC. CharlieHall, pisząc dla Polygonu, skomentował "Wizards także pragną odnieść się do najważniejszego argumentu LaNasy - że Wizardzi porzucili trademark TSR i inne znaki handlowe z nim związane, otwierając jego firmie drzwi do działalności. [...] Tutaj rzeczy się komplikują. Wizards przyznali, że nie złożyli dokumentów na czas, by odnowić trademark TSR, Star Forntiers i podobnych projektów, co jest wymagane przez prawo federalne. Ale poprzez ciągłą sprzedaż produktów i korzystanie z własności intelektualnej, firma dowodzi, że posiada prawa do znaków handlowych poprzez prawo niezarejestrowanych znaków handlowych. To od sądu zależeć będzie, czy jest to w istocie prawda". W grudniu 2022 sędzia federalny odrzuciła argumentację WotC. Sędzia stwierdziła, że Wizards nie wykazali dostatecznych dowodów, by uzasadnić ciągłe użycie znaku handlowego TSR; dodała ona także, że broniący się porzucili rasistowską wersję gry i obiecali, że nie wydarzą żadnej wersji Star Frontier aż do zakończenia postępowania sądowego, tak więc nie ma sensu żadna akcja zachowawcza. W czerwcu 2023 TSR LaNasy ogłosiło bankructwo, co automatycznie zatrzymało postępowanie sądowe.

## Produkty
Głównymi produktami TSR były gry fabularne, największy sukcez z nich osiągnęła D&D. Jednakże, firma produkowała także gry karciane, gry planszowe i gry kostkowe, a także wydawała magazyny i książki.

### Gry fabularne
- Alternity (1998)
- Amazing Engine (1993)
- Boot Hill (1975)
- Buck Rogers Adventure Game (1993)
- Buck Rogers XXVc (1988)
- Bullwinkle and Rocky Role-Playing Party Game (1988)
- Conan Role-Playing Game (1985)
- Crimefighters (1981)
- Dragonlance: Fifth Age (Saga System) (1996)
- Dragonstrike (board game and VHS tutorial) (1993)
- Dungeons & Dragons (1974)
- Empire of the Petal Throne (1975)
- Gamma World (1978)
- Gangbusters (1982)
- Indiana Jones (1984)
- Marvel Super Heroes (1984)
- Marvel Super Heroes Adventure Game (Saga System) (1998)
- Metamorphosis Alpha (1976)
- Star Frontiers (1982)
- Top Secret (1980) and Top Secret/S.I.

### Gry bitewne

#### Opublikowane jako TSR marque
- Cavaliers and Roundheads (1973)
- Chainmail (1975)
- Fight in the Skies (1976)
- Panzer Warfare (1975)
- Battle Over Britain (1983, developed by SPI, published as TSR game)
- A Gleam of Bayonets: The Battle of Antietam (1983, developed by SPI, published as TSR game)
- Air War (1983, reboxed version of 1977 SPI game)
- Blue & Gray (1983, reboxed version of 1985 SPI game)
- Napoleon's Last Battles (1983, reboxed version of 1976 SPI game)
- RDF: Rapid Deployment Force (1983)
- The Twilight War (1984)
- Julius Caesar: Game of the Gallic Wars (1985)
- Remember the Maine! The Spanish-American War, 1898 (1986)
- Barbarossa: Game of the Russo-German War 1941-45 (1986)
- Rebel Sabers: Civil War Cavalry Battles (1986)
- Sniper! (1986, revision of 1973 SPI game)
- La Grande Armee: Campaigns of Napoleon, 1805-1815 (1987)
- Hetzer (1987)
- The Hunt for Red October (1988)
- Bug Hunter (1988)
- Red Storm Rising (1989)
- Europe Aflame (1989)
- Battle of Britain (1990)
- A Line in the Sand: The Battle of Iraq (1991)

#### Opublikowane jako SPI marque
- World War II: European Theater of Operations (1985)
- Moscow 1941: The Enemy at the Gates (1987)
- World War II: Pacific Theater of Operations (1991)

#### Opublikowane wStrategy & Tactics(1983–1987)
- Iwo Jima: Valor of Arms (#92)
- American Civil War 1861–1865 (#93)
- Nord Kapp (#94)
- Soldiers of the Queen: Battles at Isandhlwana and Omdurman (#95)
- Singapore (#96)
- Trail of the Fox (#97)
- Central Command: Superpower Confrontation in the Straits of Hormuz (#98)
- Thunder at Luetzen: Opening Battles for Germany, 1813 (#99)
- Superpowers at War (#100)
- Cromwell's Victory: The Battle of Marston Moor (#101)
- Monty's D-Day (#102)
- The Road to Vicksburg: The Battle of Champion Hill (#103)
- 13: The Colonies in Revolt (#104)
- Ruweisat Ridge: The First Battle of El Alamein (#105)
- Pleasant Hill: The Red River Campaign (#106)
- Warsaw Rising: Revolt of the Polish Underground, 1944 (#107)
- Target: Libya (#109)
- Hastings, 1066 (#110)

### Inne gry
- All My Children (board game)
- Attack Force (microgame)
- The Awful Green Things from Outer Space (board game, 1979)
- Blood Wars (collectible card game, 1995)
- Buck Rogers - Battle for the 25th Century (board game, 1988)
- Chase (board game)
- Crosse (board game)
- Divine Right (board game)
- Dragonlance (board game)
- Dragon Strike (board game, 1993)
- Dragon Dice (collectible dice game)
- Dungeon! (1975)
- Dungeon Fantasy (1989)
- Elixir (board game)
- Endless Quest gamebooks (1982)
- Escape From New York (1981) (board game)
- Fantasy Forest (1980) (board game)
- 4th Dimension (board game)
- The Great Khan Game (card game)
- HeartQuest (game book series)
- Honeymooners Game (board game, 1986)
- Icebergs (microgame)
- Kage (board game)
- Knights of Camelot (board game)
- Maxi Bour$e (board game)
- Party Zone: Spy Ring Scenario (party game)
- Perry Mason (board game, 1987)
- Remember the Alamo
- Revolt on Antares (microgame, 1980)
- Saga (microgame)
- Spellfire (collectible card game, 1994)
- SnarfQuest (game book series) (1983)
- Snit's Revenge (boardgame) (1977)
- Steppe (board game)
- Terror T.R.A.X. (hybrid audiobook/gamebook line) (1995)
- They've Invaded Pleasantville (microgame)
- Vampyre (microgame)
- Viking Gods
- War of Wizards

### Magazyny
- Amazing Stories
- Dragon
- Dungeon
- Imagine
- Strategy & Tactics

### Powieści
W 1984 TSR zaczeło publikację powieści bazujących na jej grach. Większość settingów D&D miały swoje własne linie powieści, z czego największy sukces odniosły te w światach Dragonlance i Forgotten Realms, każdy posiadający tuziny powieści.
TSR także opublikowało w 1995 powieść Buck Rogers: A Life in the Future autorstwa Martina Caidina, co było niezależną czynnością od wydania przez TSR gry Buck Rogers XXVC.
TSR opublikowało bardzo dużo powieści fantasy i science fiction bez żadnego związku z własnymi produktami, jak choćby powieści z cyklu "Red Kings of Wynnamyr" L. Deana Jamesa; Sorcerer;s Stone (1991) i KIngslayer (1992); powieści Mary H. Herbert (Valorian, Dark Horse, Lightning's Daughter, City of the Sorcerers, i Winged Magic); i humorystyczne fantasy, wliczając powieści z cyklu "Count Vor" Roya V.Younga, Captains Outrageous (1994) i Yor's Revenge(1995).. Jednakże te projekty nigdy nie reprezentowały więcej niż mały fragment powieści TSR, które były głównie powiązane z grami, które firma wydawała.